# 川原永光
川原 永光（かわはら ひさみつ、1978年11月24日 - ）は、静岡県富士市出身のフットサル選手。元フットサル日本代表である。ポジションはゴレイロ。

## 経歴

### クラブ
ジュビロ磐田のユースチームに在籍していたが、トップチームへの昇格はしていない。ユースチームを卒業後、ジュビロ磐田のOBチーム（静岡県社会人サッカーリーグ所属）でプレーしていた。後にサッカーよりフットサルに転向し、東海リーグの田原FC（現：アグレミーナ浜松）でプレー。2005年、関東リーグのPREDATOR FCに移籍した。PREDATOR FCは2007年にバルドラール浦安フットボールサラに名称を変更し、2007年に発足した日本フットサルリーグに参加。
2009年4月1日、名古屋オーシャンズに移籍した。2013年9月6日、AFCフットサルクラブ選手権の準決勝サナイェ（イラン）戦で右足の脛骨骨幹部骨折という重傷を負った。
2014年、2005年まで所属していたアグレミーナ浜松に移籍した。

## 日本代表
2002年から日本代表の正ゴレイロを務め、2004年、2008年、2012年のFIFAフットサルワールドカップに出場した。2006年にはAFCフットサル選手権決勝でウズベキスタンに勝利して初制覇した。

## 所属クラブ
サッカー
- 1993-1996 ジュビロ磐田ユース
- 1996 ジュビロ磐田OB

フットサル
- 1996-2005 田原FC（東海リーグ）
- 2005-2009 PREDATOR FC/PREDATOR URAYASU FC/バルドラール浦安（関東リーグ→Fリーグ）
- 2009-2014 名古屋オーシャンズ（Fリーグ）
- 2014-2015 アグレミーナ浜松（Fリーグ）

## タイトル
バルドラール浦安
- JFA 全日本フットサル選手権大会(2) : 2006, 2008

名古屋オーシャンズ
- Fリーグ(5) : 2009-10, 2010-11, 2011-12, 2012-13, 2013-14
- JFA 全日本フットサル選手権大会(2) : 2013, 2014
- Fリーグ オーシャンカップ(4) : 2010, 2011, 2012, 2013
- AFCフットサルクラブ選手権(1) : 2011

フットサル日本代表
- AFCフットサル選手権(3) : 2006, 2012, 2014

個人
- Fリーグベスト5(4) : 2007-08, 2008-09, 2010-11, 2012-13

## 個人成績
| 国内大会個人成績 | 国内大会個人成績   | 国内大会個人成績 | 国内大会個人成績 | 国内大会個人成績 | 国内大会個人成績 | 国内大会個人成績      | 国内大会個人成績      | 国内大会個人成績 | 国内大会個人成績 | 国内大会個人成績 | 国内大会個人成績 |
| 年度             | クラブ             | 背番号           | リーグ           | リーグ戦         | リーグ戦         | リーグ杯              | リーグ杯              | オープン杯       | オープン杯       | 期間通算         | 期間通算         |
| 年度             | クラブ             | 背番号           | リーグ           | 出場             | 得点             | 出場                  | 得点                  | 出場             | 得点             | 出場             | 得点             |
| 日本             | 日本               | 日本             | 日本             | リーグ戦         | リーグ戦         | オーシャン アリーナ杯 | オーシャン アリーナ杯 | 全日本選手権     | 全日本選手権     | 期間通算         | 期間通算         |
| ---------------- | ------------------ | ---------------- | ---------------- | ---------------- | ---------------- | --------------------- | --------------------- | ---------------- | ---------------- | ---------------- | ---------------- |
| 2005             | 田原FC             |                  | 東海             |                  |                  | -                     | -                     |                  |                  |                  |                  |
| 2005             | PREDATOR FC        |                  | 関東             |                  |                  | -                     | -                     |                  |                  |                  |                  |
| 2006             | PREDATOR URAYASU   |                  | 関東             |                  |                  | -                     | -                     |                  |                  |                  |                  |
| 2007-08          | バルドラール浦安   | 1                | Fリーグ          |                  |                  | -                     | -                     |                  |                  |                  |                  |
| 2008-09          | バルドラール浦安   |                  | Fリーグ          |                  |                  |                       |                       |                  |                  |                  |                  |
| 2009-10          | 名古屋オーシャンズ | 21               | Fリーグ          |                  |                  |                       |                       |                  |                  |                  |                  |
| 2010-11          | 名古屋オーシャンズ | 18               | Fリーグ          |                  |                  |                       |                       |                  |                  |                  |                  |
| 2011-12          | 名古屋オーシャンズ | 1                | Fリーグ          | 27               | 0                | 3                     | 0                     |                  |                  |                  |                  |
| 2012-13          | 名古屋オーシャンズ | 1                | Fリーグ          |                  |                  |                       |                       |                  |                  |                  |                  |
| 2013-14          | 名古屋オーシャンズ | 1                | Fリーグ          | 16               | 1                |                       |                       |                  |                  |                  |                  |
| 2014-15          | アグレミーナ浜松   | 1                | Fリーグ          |                  |                  |                       |                       |                  |                  |                  |                  |
| 通算             | 日本               | 日本             | Fリーグ          |                  |                  |                       |                       |                  |                  |                  |                  |
| 通算             | 日本               | 日本             | 関東             |                  |                  | -                     | -                     |                  |                  |                  |                  |
| 通算             | 日本               | 日本             | 東海             |                  |                  | -                     | -                     |                  |                  |                  |                  |
| 総通算           |                    |                  |                  |                  |                  |                       |                       |                  |                  |                  |                  |

## 著書
- 『日本No.1ゴレイロ・川原永光の究極GK理論』ガイドワークス 2014年